# Wessington Springs
Wessington Springs és una població dels Estats Units a l'estat de Dakota del Sud. Segons el cens del 2000 tenia 1.011 habitants.

## Demografia
Segons el cens del 2000, Wessington Springs tenia 1.011 habitants, 505 habitatges, i 285 famílies. La densitat de població era de 221,8 habitants per km².
Dels 505 habitatges en un 16,4% hi vivien nens de menys de 18 anys, en un 48,3% hi vivien parelles casades, en un 5,3% dones solteres, i en un 43,4% no eren unitats familiars. En el 39,6% dels habitatges hi vivien persones soles el 26,7% de les quals corresponia a persones de 65 anys o més que vivien soles. El nombre mitjà de persones vivint en cada habitatge era d'1,92 i el nombre mitjà de persones que vivien en cada família era de 2,5.
Per edats la població es repartia de la següent manera: un 15,4% tenia menys de 18 anys, un 5,1% entre 18 i 24, un 15,6% entre 25 i 44, un 23,3% de 45 a 60 i un 40,5% 65 anys o més.
L'edat mediana era de 55 anys. Per cada 100 dones de 18 o més anys hi havia 79,2 homes.
La renda mediana per habitatge era de 31.736 $ i la renda mediana per família de 40.962 $. Els homes tenien una renda mediana de 28.929 $ mentre que les dones 18.333 $. La renda per capita de la població era de 23.108 $. Entorn del 3,4% de les famílies i el 7,2% de la població estaven per davall del llindar de pobresa.

## Poblacions més properes
El següent diagrama mostra les poblacions més properes.